# Lanthanomyia compacta
Lanthanomyia compacta är en stekelart som beskrevs av Heydon 2005. Lanthanomyia compacta ingår i släktet Lanthanomyia och familjen puppglanssteklar. Inga underarter finns listade i Catalogue of Life.